# Józef Warszewicz

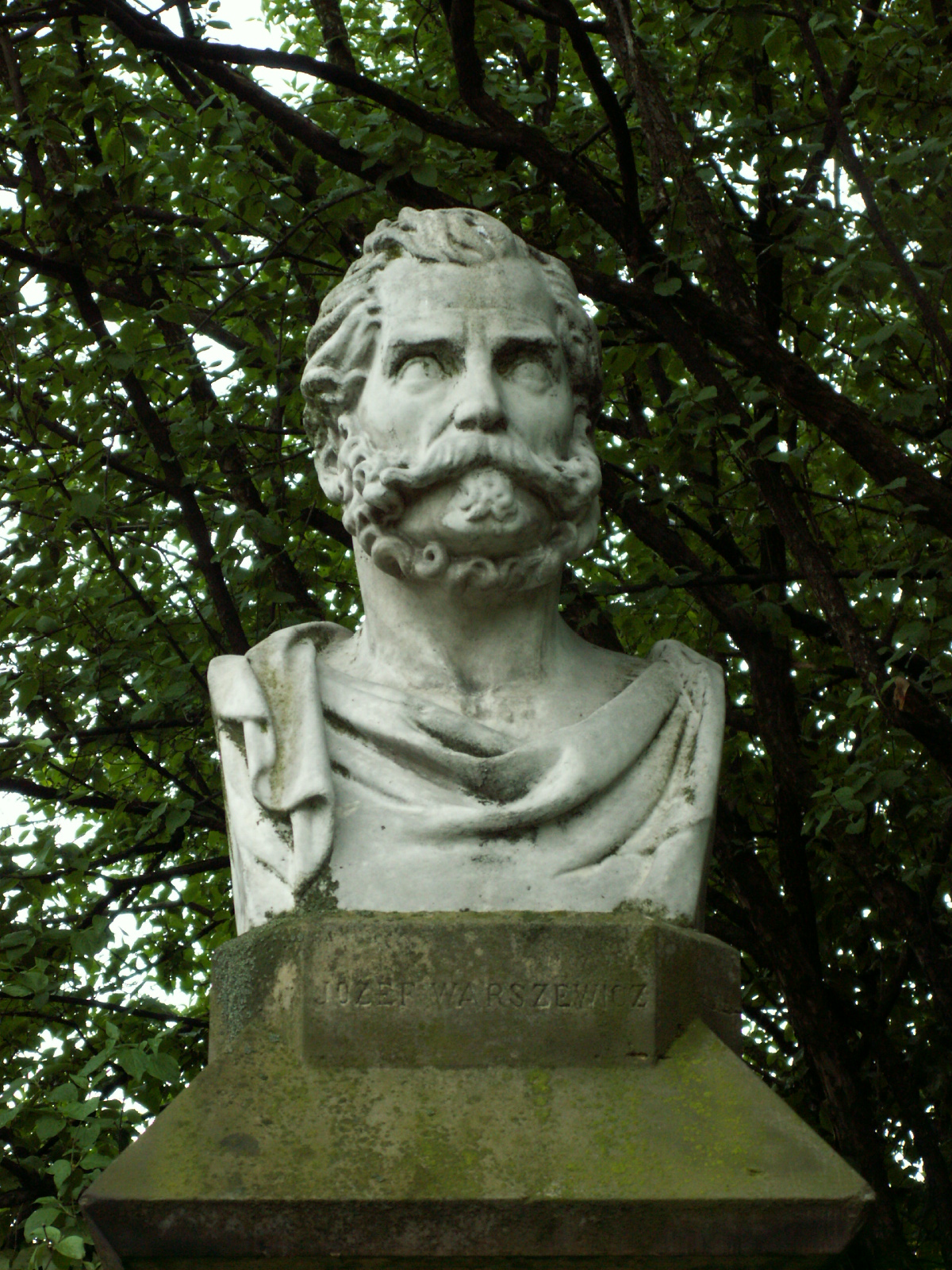
Jozef Warszewicz 1812 - 1866. Tượng ở Vườn bách thảo Cracow

Józef Warszewicz Ritter von Rawicz (8 tháng 9 (?) 1812, Vilnius - 29 tháng 12 năm 1866, Cracow) là một nhà thực vật học, nhà sưu tập động và thực vật và là người làm vườn người Ba Lan.

## Các phân loại tiêu biểu
Các chi Warscewiczella Rchb.f., Warszewiczia và Warscaea Szlach. (đồng nghĩa của Cyclopogon) được đặt theo tên ông cũnh như nhiều loài khác, như:
- Gymnogramma warscewiczii Mett. (Adiantaceae)
- Hippeastrum warscewiczianum A.Dietr. (Amaryllidaceae)
- Anthurium warscewiczii K.Koch (Araceae)
- Philodendron warszewiczii K. Koch & C.D. Bouché (Araceae)
- Nunnezharria warscewicziana Kuntze (Arecaceae)
- Callaeolepium warscewiczii H.Karst. (Asclepiadaceae)
- Begonia warscewiczii Neuman (Begoniaceae)
- Lamproconus warscewiczii Lem. (Bromeliaceae)
- Lobelia warscewiczii Vatke (Campanulaceae)
- Anguria warscewiczii Hook. (Cucurbitaceae)
- Columnea warscewicziana Klotzsch & Hanst. (Gesneriaceae)
- Calathea warscewiczii Körn. (Marantaceae)
- Ugni warscewiczii O.Berg (Myrtaceae)
- Cattleya warscewiczii Rchb.f. (Orchidaceae)
- Fernandezia warscewiczii Schltr. (Orchidaceae)
- Miltonia warscewiczii Rchb.f. (Orchidaceae)
- Odontoglossum warscewiczianum Hemsl. (Orchidaceae)
- Phragmipedium warscewiczianum (Rchb.f.) Garay (Orchidaceae)
- Esenbeckia warscewiczii Engl. (Rutaceae)
- Alonsoa warscewiczii Regel (Scrophulariaceae)
- Iochroma warscewiczii Regel (Solanaceae)
- Tropaeolum warscewiczii Buchenau (Tropaeolaceae)